# HD 124099
HD 124099，又名CP-77 940，SAO 257131、HR 5306，是一颗恒星，视星等为6.47，位于銀經307.57，銀緯-15.57，其B1900.0坐标为赤經14h 6m 22.2s，赤緯-77° -15.57′ 48″。